# Mike Miller
Michael "Mike" Lloyd Miller (Mitchell, Južna Dakota, 19. veljače 1980.) američki je profesionalni košarkaš. Igra na poziciji niskog krila, a može igrati i bek šutera. Trenutačno je član NBA momčadi Miami Heata. Izabran je u 1. krugu (4. ukupno) NBA drafta 2000. od strane Orlando Magica. 

## Karijera

### Sveučilište
Miller je na sveučilištu Florida proveo dvije godine. Na drugoj godini odveo je Floridu do finala NCAA turnira u kojem su izgubili od Michigan Statea. U prosjeku je postizao 14.1 poen, 6.6 skokova, 2.5 asistencija i 1.2 ukradene lopte. Nakon druge godine odlučio je napustiti sveučilište i prijaviti se na draft. 

### NBA
Izabran je kao peti izbor NBA drafta 2000. od strane Orlando Magica. U rookie sezoni u prosjeku je postizao 11.9 poena, 4.0 skoka i 1.7 asistencija, te je na kraju izabran za novaka godine. U veljači 2003. mijenjan je zajedno s Ryanom Humpreyem u Memphis Grizzliese, dok su na Floridu stigli Gordan Giriček i Drew Gooden. Uz to Memphis je dobio Orlandov izbor prvog kruga sljedećeg drafta te izbor druge runde drafta 2004. godine. U sezoni 2005./06. dobio je nagradu za šestog igrača godine. U prosjeku je postizao 13.7 poena, 5.4 skoka i 2.7 asistencija po utakmici. Golden State Warriorsima ubacio je 45 poena i time postavio rekord kluba s najviše ubačenih poena na jednoj utakmici. 

#### Minnesota Timberwolves
U srpnju 2008. mijenjan je zajedno s Kevinom Loveom, Brianom Cardinalom i Jasonom Collinsom u Minnesotu Timberwolvese, dok su O. J. Mayo, Marko Jarić, Antoine Walker i Greg Buckner otišli u smjeru Memphisa. Tijekom sezone 2008./09. u prosjeku je postizao 9.9 poena, 6.6 skokova i 4.5 asistencija po utakmici. U igru je uglavnom ulazio kao šesti igrač. 

#### Washington Wizards
U srpnju 2009. mijenjan je zajedno s Randyjem Foyem u Washington Wizardse, dok su u smjeru Minnesote otišli Etan Thomas, Oleksiy Pečerov, Darius Songaila i izbor prvog kruga NBA drafta 2009. godine.

#### Miami Heat
15. srpnja 2010. Miller je, kao slobodan igrač, potpisao petogodišnji ugovor vrijedan 25 milijuna dolara za momčad Miami Heata.

## NBA statistika

### Regularni dio
| Godina    | Klub       | Odig. uta. | Uta. poč. | Min. | 2P%  | 3P%  | Sl. bac.% | Skok. | Asist. | Ukr. lop. | Blok. | Poena |
| --------- | ---------- | ---------- | --------- | ---- | ---- | ---- | --------- | ----- | ------ | --------- | ----- | ----- |
| 2000./01. | Orlando    | 82         | 62        | 29.1 | .436 | .407 | .711      | 4.0   | 1.7    | .6        | .2    | 11.9  |
| 2001./02. | Orlando    | 63         | 53        | 33.7 | .438 | .383 | .762      | 4.3   | 3.1    | .8        | .4    | 15.2  |
| 2002./03. | Orlando    | 49         | 39        | 37.3 | .418 | .340 | .847      | 5.8   | 2.8    | .7        | .3    | 16.4  |
| 2002./03. | Memphis    | 16         | 13        | 22.5 | .510 | .500 | .806      | 3.4   | 1.9    | .4        | .3    | 12.8  |
| 2003./04. | Memphis    | 65         | 65        | 27.2 | .438 | .372 | .723      | 3.3   | 3.6    | .9        | .2    | 11.1  |
| 2004./05. | Memphis    | 76         | 51        | 30.0 | .505 | .433 | .720      | 3.9   | 2.9    | .7        | .3    | 13.4  |
| 2005./06. | Memphis    | 74         | 9         | 30.6 | .466 | .407 | .800      | 5.4   | 2.7    | .7        | .4    | 13.7  |
| 2006./07. | Memphis    | 70         | 69        | 39.1 | .460 | .406 | .793      | 5.4   | 4.3    | .8        | .3    | 18.5  |
| 2007./08. | Memphis    | 70         | 70        | 35.3 | .502 | .432 | .774      | 6.7   | 3.4    | .5        | .2    | 16.4  |
| 2008./09. | Minnesota  | 73         | 47        | 32.3 | .482 | .378 | .732      | 6.6   | 4.5    | .4        | .4    | 9.9   |
| 2009./10. | Washington | 54         | 50        | 33.4 | .501 | .480 | .824      | 6.2   | 3.9    | .7        | .2    | 10.9  |
| Ukupno    |            | 692        | 528       | 32.4 | .464 | .405 | .770      | 5.1   | 3.2    | .7        | .3    | 13.7  |

### Doigravanje
| Godina    | Klub    | Odig. uta. | Uta. poč. | Min. | 2P%  | 3P%  | Sl. bac.% | Skok. | Asist. | Ukr. lop. | Blok. | Poena |
| --------- | ------- | ---------- | --------- | ---- | ---- | ---- | --------- | ----- | ------ | --------- | ----- | ----- |
| 2000./01. | Orlando | 4          | 4         | 28.0 | .396 | .389 | .750      | 4.5   | 1.8    | .0        | .8    | 12.0  |
| 2001./02. | Orlando | 4          | 1         | 18.0 | .333 | .125 | 1.000     | 1.3   | 1.3    | 1.0       | .0    | 4.8   |
| 2003./04. | Memphis | 4          | 4         | 24.5 | .353 | .385 | .333      | 3.0   | .8     | 1.2       | .0    | 7.5   |
| 2004./05. | Memphis | 4          | 4         | 27.5 | .486 | .471 | 1.000     | 2.5   | 2.8    | .0        | .8    | 12.0  |
| 2005./06. | Memphis | 4          | 1         | 26.8 | .400 | .125 | 1.000     | 3.8   | 1.8    | .5        | .5    | 8.5   |
| Ukupno    |         | 20         | 14        | 25.0 | .400 | .344 | .875      | 3.0   | 1.7    | .6        | .4    | 9.0   |

## Vanjske poveznice
- Profil na NBA.com
- Profil na Yahoo!